# Kretensk dadelpalm
Den kretensiska dadelpalmen (Phoenix theophrastii) är en liten dadelpalm från östra medelhavsområdet. Den har en mycket begränsad spridning till ett fåtal platser på Kreta, i södra Grekland och på halvöarna Datça och Bodrum i Muğla provinsen i sydvästra Turkiet. Phoenix theophrastii finns som Europas enda palmskog, i Vai, en strand i prefekturen Lasithi i östra Kreta.
Arten beskrevs först av Werner Rodolfo Greuter. Den ingår i släktet Phoenix och familjen palmer (Arecaceae). IUCN kategoriserar arten globalt som nära hotad. Inga underarter finns listade i Catalogue of Life.
Palmen blir upp till 15 meter hög, i regel med flera slanka stammar. Bladen är parbladiga, 2-3 meter långa. Frukten är en oval gulbruna stenfrukt 1,5 cm lång och 1 cm i diameter och som innehåller en enda stor nöt. Fruktköttet är alltför tunt och fibröst för att vara av betydelse för jordbruket. Frukten har en bitter smak men äts ibland av lokalbefolkningen.